# هانسامو یاما پرانتا
هانسامو یاما پرانتا (انگلیسی: Hansamu Yama Pranata؛ زادهٔ ۱۶ ژانویهٔ ۱۹۹۵) بازیکن فوتبال اهل اندونزی است.
از باشگاه‌هایی که در آن بازی کرده‌است می‌توان به باشگاه فوتبال باریتو پوترا اشاره کرد.
وی همچنین در تیم‌های ملی فوتبال زیر ۲۳ سال اندونزی، و اندونزی بازی کرده‌است.